# Herrarnas lättvikts-dubbelsculler i rodd vid olympiska sommarspelen 2020
Herrarnas lättvikts-dubbelsculler i rodd vid olympiska sommarspelen 2020 avgjordes mellan den 24–29 juli 2021 i Tokyo.

## Schema
Alla tiderna är UTC+9.
| Datum                | Tid   | Omgång        |
| -------------------- | ----- | ------------- |
| Lördag 24 juli 2021  | 10:50 | Försöksheat   |
| Söndag 25 juli 2021  | 10:00 | Återkval      |
| Onsdag 28 juli 2021  | 11:10 | Semifinal A/B |
| Torsdag 29 juli 2021 | 8:50  | Final B       |
| Torsdag 29 juli 2021 | 9:50  | Final A       |
| Torsdag 29 juli 2021 | 11:20 | Final C       |

## Resultat

### Försöksheat
De två första i varje försöksheat gick vidare till semifinal medan övriga gick till återkvalet.

#### Heat 1
| Placering | Bana | Roddare                                   | Nation     | Tid     | Noteringar |
| --------- | ---- | ----------------------------------------- | ---------- | ------- | ---------- |
| 1         | 3    | Jonathan Rommelmann Jason Osborne         | Tyskland   | 6.21,71 | Q          |
| 2         | 1    | Stefano Oppo Pietro Ruta                  | Italien    | 6.24,25 | Q          |
| 3         | 2    | Pedro Fraga Afonso Costa                  | Portugal   | 6.44,09 | R          |
| 4         | 4    | Shakhboz Kholmurzaev Sobirjon Safaroliyev | Uzbekistan | 6.44,98 | R          |
| 5         | 6    | César Amaris José Güipe                   | Venezuela  | 6.46,11 | R          |
| 6         | 5    | Siwakorn Wongpin Nawamin Deenoi           | Thailand   | 7.07,05 | R          |

#### Heat 2
| Placering | Bana | Roddare                             | Nation   | Tid     | Noteringar |
| --------- | ---- | ----------------------------------- | -------- | ------- | ---------- |
| 1         | 4    | Fintan McCarthy Paul O'Donovan      | Irland   | 6.23,74 | Q          |
| 2         | 1    | Jiří Šimánek Miroslav Vraštil Jr.   | Tjeckien | 6.28,10 | Q          |
| 3         | 2    | Jerzy Kowalski Artur Mikołajczewski | Polen    | 6.31,85 | R          |
| 4         | 3    | Ihor Khmara Stanislav Kovalov       | Ukraina  | 6.36,05 | R          |
| 5         | 6    | Arjun Lal Arvind Singh              | Indien   | 6.40,33 | R          |
| 6         | 5    | Bruno Cetraro Felipe Klüver         | Uruguay  | 6.42,85 | R          |

#### Heat 3
| Placering | Bana | Roddare                         | Nation   | Tid     | Noteringar |
| --------- | ---- | ------------------------------- | -------- | ------- | ---------- |
| 1         | 2    | Kristoffer Brun Are Strandli    | Norge    | 6.25,74 | Q          |
| 2         | 6    | Niels van Zandweghe Tim Brys    | Belgien  | 6.26,51 | Q          |
| 3         | 1    | Patrick Keane Maxwell Lattimer  | Kanada   | 6.27,54 | R          |
| 4         | 3    | Caetano Horta Manel Balastegui  | Spanien  | 6.38,72 | R          |
| 5         | 4    | César Abaroa Eber Sanhueza      | Chile    | 6.53,15 | R          |
| 6         | 5    | Kamel Ait Daoud Sid Ali Boudina | Algeriet | 6.57,32 | R          |

### Återkval
De tre första i varje återkval gick vidare till semifinal medan övriga gick till final C.

#### Heat 1
| Placering | Bana | Roddare                         | Nation   | Tid     | Noteringar |
| --------- | ---- | ------------------------------- | -------- | ------- | ---------- |
| 1         | 2    | Ihor Khmara Stanislav Kovalov   | Ukraina  | 6.36,28 | Q          |
| 2         | 3    | Patrick Keane Maxwell Lattimer  | Kanada   | 6.36,79 | Q          |
| 3         | 1    | Bruno Cetraro Felipe Klüver     | Uruguay  | 6.36,87 | Q          |
| 4         | 4    | Pedro Fraga Afonso Costa        | Portugal | 6.36,95 | FC         |
| 5         | 5    | César Abaroa Eber Sanhueza      | Chile    | 6.48,22 | FC         |
| 6         | 6    | Siwakorn Wongpin Nawamin Deenoi | Thailand | 7.20,50 | FC         |

#### Heat 2
| Placering | Bana | Roddare                                   | Nation     | Tid     | Noteringar |
| --------- | ---- | ----------------------------------------- | ---------- | ------- | ---------- |
| 1         | 3    | Jerzy Kowalski Artur Mikołajczewski       | Polen      | 6.43,44 | Q          |
| 2         | 4    | Caetano Horta Manel Balastegui            | Spanien    | 6.45,71 | Q          |
| 3         | 5    | Arjun Lal Arvind Singh                    | Indien     | 6.51,36 | Q          |
| 4         | 2    | Shakhboz Kholmurzaev Sobirjon Safaroliyev | Uzbekistan | 6.56,22 | FC         |
| 5         | 1    | César Amaris José Güipe                   | Venezuela  | 7.01,46 | FC         |
| 6         | 6    | Kamel Ait Daoud Sid Ali Boudina           | Algeriet   | 7.12,08 | FC         |

### Semifinaler

#### Semifinal A/B 1
| Placering | Bana | Roddare                             | Nation   | Tid      | Noteringar |
| --------- | ---- | ----------------------------------- | -------- | -------- | ---------- |
| 1         | 4    | Jonathan Rommelmann Jason Osborne   | Tyskland | 6.07,33  | FA         |
| 2         | 1    | Bruno Cetraro Felipe Klüver         | Uruguay  | 6.11,48  | FA         |
| 3         | 5    | Jiří Šimánek Miroslav Vraštil Jr.   | Tjeckien | 6.11,88  | FA         |
| 4         | 2    | Jerzy Kowalski Artur Mikołajczewski | Polen    | 6.12,79  | FB         |
| 5         | 6    | Patrick Keane Maxwell Lattimer      | Kanada   | 6.18,29  | FB         |
| 6         | 3    | Kristoffer Brun Are Strandli        | Norge    | 12.16,25 | FB         |

#### Semifinal A/B 2
| Placering | Bana | Roddare                        | Nation  | Tid     | Noteringar |
| --------- | ---- | ------------------------------ | ------- | ------- | ---------- |
| 1         | 3    | Fintan McCarthy Paul O'Donovan | Irland  | 6.05,33 | FA         |
| 2         | 4    | Stefano Oppo Pietro Ruta       | Italien | 6.07,70 | FA         |
| 3         | 2    | Niels van Zandweghe Tim Brys   | Belgien | 6.13,07 | FA         |
| 4         | 5    | Ihor Khmara Stanislav Kovalov  | Ukraina | 6.14,57 | FB         |
| 5         | 1    | Caetano Horta Manel Balastegui | Spanien | 6.15,49 | FB         |
| 6         | 6    | Arjun Lal Arvind Singh         | Indien  | 6.24,41 | FB         |

### Finaler

#### Final C
| Placering | Bana | Roddare                                   | Nation     | Tid     | Noteringar |
| --------- | ---- | ----------------------------------------- | ---------- | ------- | ---------- |
| 13        | 3    | Pedro Fraga Afonso Costa                  | Portugal   | 6.24,44 |            |
| 14        | 5    | César Abaroa Eber Sanhueza                | Chile      | 6.31,97 |            |
| 15        | 2    | César Amaris José Güipe                   | Venezuela  | 6.36,37 |            |
| 16        | 4    | Shakhboz Kholmurzaev Sobirjon Safaroliyev | Uzbekistan | 6.40,25 |            |
| 17        | 6    | Kamel Ait Daoud Sid Ali Boudina           | Algeriet   | 6.41,62 |            |
| 18        | 1    | Siwakorn Wongpin Nawamin Deenoi           | Thailand   | 6.56,13 |            |

#### Final B
| Placering | Bana | Roddare                             | Nation  | Tid     | Noteringar |
| --------- | ---- | ----------------------------------- | ------- | ------- | ---------- |
| 7         | 2    | Caetano Horta Manel Balastegui      | Spanien | 6.15,45 |            |
| 8         | 4    | Jerzy Kowalski Artur Mikołajczewski | Polen   | 6.16,01 |            |
| 9         | 3    | Ihor Khmara Stanislav Kovalov       | Ukraina | 6.16,92 |            |
| 10        | 5    | Patrick Keane Maxwell Lattimer      | Kanada  | 6.17,60 |            |
| 11        | 1    | Arjun Lal Arvind Singh              | Indien  | 6.29,66 |            |
| 12        | 6    | Kristoffer Brun Are Strandli        | Norge   | DNS     | [ 2 ]      |

#### Final A
| Placering | Bana | Roddare                           | Nation   | Tid     | Noteringar |
| --------- | ---- | --------------------------------- | -------- | ------- | ---------- |
| 1         | 3    | Fintan McCarthy Paul O'Donovan    | Irland   | 6.06,43 |            |
| 2         | 4    | Jonathan Rommelmann Jason Osborne | Tyskland | 6.07,29 |            |
| 3         | 2    | Stefano Oppo Pietro Ruta          | Italien  | 6.14,30 |            |
| 4         | 1    | Jiří Šimánek Miroslav Vraštil Jr. | Tjeckien | 6.16,42 |            |
| 5         | 6    | Niels van Zandweghe Tim Brys      | Belgien  | 6.18,10 |            |
| 6         | 5    | Bruno Cetraro Felipe Klüver       | Uruguay  | 6.24,21 |            |